# Hitra
Hitra je ostrov a stejnojmenná obec v norské územně-správní jednotce Trøndelag. Jedná se o největší ostrov Norska na jih od polárního kruhu a je součástí regionu Fosen. Nachází se jihozápadně od ústí Trondheimsfjordu na jih od ostrova Frøya. Správním střediskem obce je vesnice Fillan.

## Geografie
Zabírá rozlohu 685 km² a v roce 2010 zde žilo 4309 obyvatel. Nejvyšší bod ostrova se nazývá Mørkdalstuva a má výšku 345 m.
Ostrov Hitra je od západu a od severu obklopen četnými menšími ostrovy a ostrůvky, které patří k obci Hitra.
Od severně ležícího ostrova Frøya odděluje ostrov Hitra Frøyafjord, pod kterým prochází podmořský silniční tunel Frøya. Od jižně až jihovýchodně ležící norské pevniny jej oddělují vody Trondheimsleia, pod kterou prochází podmořský silniční tunel Hitra z ostrova Hemnskjela na Jøsnøya. Na jihozápadě či západě jej od ostrova Smøla odděluje Ramsøyfjord. Na východě jej obklopují Fillfjord a Krågvågfjord. Menší ostrov Dolmøya na severu či Fjellværsøya a Ulvøya na východě patří rovněž k obci Hitra. Severozápadně od ostrova Hitra v místech, kde se pomyslně setkávají Ramsøyfjord a Frøyafjord, spojuje vody obklopující ostrov s Norským mořem Gap.
Od roku 1985 je členem organizace International Island Games Association, která pořádá sportovní soutěž Ostrovní hry.